# Statuslinje
 Denne artikel bør gennemlæses af en person med fagkendskab for at sikre den faglige korrekthed.

En statuslinje er et grafisk kontrolelement, der bruges til at visualisere forløbet af en længere computeroperation, såsom en download, filoverførsel eller installation. Nogle gange er grafikken efterfulgt af en tekstlig repræsentation af fremskridtet i et procentformat. Konceptet kan også anses for at omfatte "afspilningslinje" i medieafspillere, der holder styr på den aktuelle placering i en mediefils varighed.